# Attacken på Mers-el-Kébir
Attacken på Mers-el-Kébir, del av Operation Catapult också känt som Slaget vid Mers-el-Kébir, var en sjöstrid utanför kusten i Franska Algeriet den 3 juli 1940. En enhet ur Royal Navy förstörde stora delar av de franska fartyg som var stationerade där.

## Bakgrund
Då Frankrike slutit ett avtal om vapenvila med Nazityskland sommaren 1940, blev risken att den franska flottan skulle hamna i tyska händer ett allvarligt hot mot Storbritannien. En sådan svängning i maktbalansen till sjöss skulle innebära ett allvarligt hot mot Storbritanniens förmåga att skydda sina handelslinjer och därmed dess överlevnad. Trots att vapenvilan innebar att flottan skulle avväpnas i franska hamnar, och de franska amiralernas försäkran att de skulle hellre borra sina skepp i sank, än att låta dem falla i tyska händer, beordrade Winston Churchill att den franska flottan skulle antingen slås samman med Royal Navy eller neutraliseras på något sätt. Detta var målet med Operation Catapult.
Den franska flottan var spridd över världen. Några fartyg låg i hamn i Frankrike, andra hade flytt Frankrike till brittisk-kontrollerade hamnar, framförallt i Storbritannien eller Alexandria. I det första skedet av Operation Catapult bordades helt enkelt fartygen i Plymouth och Portsmouth natten den 3 juli 1940. På den då största ubåten i världen, Surcouf, som hade sökt sig till Portsmouth i juni 1940, gjorde besättningen motstånd och två brittiska officerare och en fransk sjöman dödades. Den relativa lätthet med vilken de franska skeppen kunde erövras, gjorde Churchill än mer övertygad om att tyskarna kunde göra detsamma.
Andra skepp som bordades var de två gamla slagskeppen Paris och Courbet, jagarna Le Triomphant och Léopard, åtta torpedbåtar, fem ubåtar och flera andra skepp av mindre betydelse. Flera av dem, inklusive Surcouf, ingick senare i de fria franska styrkorna. Några sjömän anslöt sig också till de fria fransmännen medan andra återvände till Frankrike.

## Ultimatum
Den största koncentrationen av franska örlogsfartyg fanns vid denna tiden i hamnen i Mers-el-Kébir i den franska kolonin Algeriet. Den bestod av de gamla slagskeppen Provence och Bretagne, de moderna slagskeppen (eller slagkryssarna) Dunkerque och Strasbourg, flygplanstransportören Commandant Teste och sex jagare under befäl av viceamiral Marcel-Bruno Gensoul (Gensoul befordrades till amiral 29 juli 1940). Den brittiske viceamiralen James Somerville, som hade befälet över Styrka H i Gibraltar, beordrades att överlämna ett ultimatum till fransmännen som började med:
| ” | Det är omöjligt för oss, era kamrater tills nu, att tillåta att era fina skepp ska falla i den tyska fiendens makt. Vi är inställda på att slåss till slutet och om vi vinner, vilket vi tror vi kommer att göra, ska vi aldrig glömma att Frankrike var vår allierade, att våra intressen är samma som hennes och att vår gemensamma fiende är Tyskland. Skulle vi segra lovar vi högtidligen att vi ska återupprätta storheten och territoriet i Frankrike. Av denna anledning måste vi försäkra oss om att de bästa skeppen i den franska flottan inte används av vår gemensamma fiende. Under dessa omständigheter har hans majestät instruerat mig om att kräva att den franska flottan vid Mers-el-Kébir och Oran skall agera överensstämmande med ett av följande alternativ; (a) segla med oss och fortsätta kampen fram till segern mot tyskarna. (b) Segla med reducerad besättning och under vår kontroll till en brittisk hamn. Den reducerade besättningen kommer att kunna återvända snarast möjligt. Om något av dessa alternativ följs av er kommer vi att återlämna era skepp till Frankrike efter kriget eller betala full ersättning om de skadas under tiden. (c) Alternativt, om ni känner att era skepp inte skall användas mot tyskarna om de inte bryter mot vapenvilan, så kan ni segla med oss till någon fransk hamn i Västindien - Martinique till exempel - där de kan avväpnas under vårt överinseende, eller kanske kan de anförtros Förenta staterna och förbli säkra där under resten av kriget, besättningen sänds hem. Om ni vägrar godta något av dess alternativ, måste jag motvilligt meddela att vi kommer att sänka era skepp inom 6 timmar. Till sist, om allt ovan misslyckas, är mina order från hans majestäts regering att ta till de medel som krävs för att förhindra att era skepp faller i tyska händer. | „ |

Somerville presenterade inte ulimatumet personligen. Istället föll denna uppgift på den fransktalande kommendören Cedric Holland, befälhavare på hangarfartyget Ark Royal. Viceamiral Gensoul, förolämpad över att förhandlingarna inte sköttes av en högre officer, skickade sin egen löjtnant, Bernard Dufay, vilket ledde till mycket förseningar och förvirringar. Allteftersom förhandlingarna drog ut på tiden blev det allt mer klart att ingen sida skulle ge med sig, då den franska befälhavaren var ovillig att acceptera kraven under hot om brittisk aggression.
Den franska marinministern, amiral de la flotte Darlan, mottog aldrig hela texten i det brittiska ulimatumet från viceamiral Gensoul, framförallt saknades möjligheten att sända flottan till amerikanska vatten; ett alternativ som Darlan hade beordrat Gensoul att följa om en främmande makt försökte överta skepp under hans befäl. Innan förhandlingarna formellt avslutades började brittiska Swordfish-plan från Ark Royal lägga magnetiska minor i de franska fartygens flyktväg. Kort senare, på Churchills instruktioner, öppnade de brittiska fartygen eld.

## Attacken
Den brittiska styrkan bestod av slagkryssaren Hood, slagskeppen Valiant och Resolution och hangarfartyget Ark Royal plus en eskort med kryssare och jagare. Trots styrkorna var ungefär lika stora, hade britterna flera avgörande fördelar. Den franska flottan var inte redo för strid och låg för ankar i en trång hamn. Den huvudsakliga beväpningen på Dunkerque och Strasbourg var belägen i fören och kunde inte omedelbart sättas in i striden. De brittiska huvudskeppen, med sina 15-tums kanoner, avfyrade också en tyngre bredsida än de franska skeppen.
Britterna öppnade eld på långt håll klockan 16:56 den 3 juli 1940. Fransmännen besvarade elden, men utan effekt. Den tredje salvan från den brittiska styrkan var den första som träffade och resulterade i att ett magasin exploderade ombord på Bretagne och hon gick till botten med 977 man klockan 17:09. Efter omkring 30 salvor avbröt de franska fartygen sin eldgivning. Under tiden ändrade den brittiska styrkan kurs för att undgå eld från de franska forten vid kusten. Provence, Dunkerque och jagaren Mogador skadades och seglades på grund av sina besättningar.
Strasbourg lyckades fly från den belägrade hamnen tillsammans med fyra jagare. Då dessa skepp nådde öppet hav attackerades de av bomb-bestyckade Swordfish-plan från Ark Royal. Två av dessa sköts ner men deras besättning plockades upp av jagaren Wrestler. Bombattacken hade liten effekt och Somerville beordrade sina styrkor att ta upp jakten vid 18:43. De brittiska kryssarna Arethusa och Enterprise rapporterade att de var i strid med en fransk jagare. Klockan 20:20 avbröt Somerville jakten då hans fartyg var illa anpassade för nattstrid. Efter att ha klarat ännu en Swordfish-attack klockan 20:25 utan skador, nådde Strasbourg hamn i Toulon den 4 juli.
Den 4 juli sänkte den brittiska ubåten Pandora den franska kanonbåten Rigault de Genouilly, som seglade från Oran. Samma natt utförde franska bombplan en vedergällningsattack mot den brittiska flottan i Gibraltar, men orsakade inte någon större skada. Eftersom britterna trodde att Dunkerque och Provence inte var särskilt allvarligt skadade, attackerade Fairey Swordfish-plan Mers-el-Kébir på morgonen den 5 juli. En torped träffade Dunkerque och orsakade allvarliga skador.

## Efterspel
Vid Mers-el-Kébir dödades 1 297 franska sjöman och 350 sårades. Relationerna mellan Storbritannien och Frankrike blev för en tid allvarligt ansträngda och tyskarna vann en propagandaseger. Aktionen hade mest inflytande bland ledarna i USA, som gradvis förberedde opinionen för krig. Efter de snabba framgångarna för Wehrmacht, spekulerades det att Storbritannien snart skulle falla. Martin Gilbert skrev i sin biografi om Churchill: "Inom några få dagar hade 'Oran' blivit en symbol för brittisk hänsynslöshet och kampanda". Den brittiske amiralen Somerville var mindre entusiastisk och kallade insatsen "den största politiska blundern i modern tid och vi kommer att få hela världen mot oss… vi skäms alla djupt…"
Den sista fasen av Operation Catapult var en attack den 8 juli med flygplan från HMS Hermes mot det moderna franska slagskeppet Richelieu vid Dakar. En torped träffade och skadade fartyget. De franska fartygen i Alexandria under befäl av amiral René-Emile Godfroy, sattes under blockad av britterna i hamn den 3 juli och fick samma villkor som i Mers-el-Kébir. Efter förhandlingar gick den franske amiralen med på att avväpna sin flotta och stanna i hamn tills kriget var slut. De stannade där tills de slöt sig till de allierade 1943. Den 27 november 1942 försökte tyskarna att beslagta den franska flottan i Toulon, en insats som kallades Operation Anton. Fransmännen borrade alla sina skepp i sank, inklusive Dunkerque och Strasbourg.